# Juho Kusti Paasikivi
Juho Kusti Paasikivi, geboren als Johan Gustaf Hellstén (Koski, 27 november 1870 – Helsinki, 14 december 1956) was een Fins politicus. Van 1946 tot 1956 was hij de 7de president van Finland.
Hij was de zoon van koopman August Hellstén en Karolina Wilhelmina Selin. In 1887 vertaalde hij zijn naam in het Fins tot Juho Kusti Paasikivi. (Dit was gebruikelijk onder Finse nationalisten die oorspronkelijk een Zweedse voornaam en achternaam droegen.)

## Vroege carrière
Paasikivi studeerde rechten en geschiedenis aan de Universiteit van Stockholm, de Universiteit van Uppsala en de Universiteit van Leipzig. Sinds 1902 was hij lid van de Oud-Finse Partij. In 1904 werd hij in het parlement van het Groothertogdom Finland gekozen. Van 1914 tot 1918 was de hoofddirecteur van Kansallis-Osake-Pankki, de grootste particuliere bank van Finland.
In 1917, na de Februarirevolutie, bepleitte Paasikivi grote autonomie voor Finland en een modernisering van het groothertogdom. Tijdens de Finse Burgeroorlog, toen het Witte Leger tegen het Rode Leger vocht, bepleitte Paasikivi volledige onafhankelijkheid.

## Premier
Paasikivi volgde op 27 mei 1918 Pehr Evind Svinhufvud op als minister-president. Paasikivi had zich inmiddels aangesloten bij conservatieve Nationale Coalitie Partij, waar de Oud-Finse Partij in op was gegaan. Paasikivi bleef premier tot november 1918. Tijdens zijn ambtstermijn streefde hij naar een constitutionele monarchie met prins Frederik Karel van Hessen (familie van keizer Wilhelm II van Duitsland) als koning. De overwinning van de Entente in november 1918 en de val van het Duitse Keizerrijk zorgden ervoor dat prins Frederik afzag van de Finse troon. Kort daarop diende Paasikivi zijn ontslag in. Paasikivi keerde weer terug in het bankwezen.

## Onderhandelaar
In 1920 leidde Paasikivi de onderhandelingen met (communistisch) Rusland in Tartu. Deze onderhandelingen leidden tot de Vrede van Tartu, waarbij Finland de haven Petsamo verwierf van Rusland. Het verdrag met de Russen voorzag verder in een goed nabuurschap.
In de jaren 30 keerde Paasikivi terug in de Eduskunta (parlement) en aanvankelijk sprak hij zijn sympathie uit voor de semi-fascistische krachten in de Finse samenleving (onder andere de Lapua-beweging) en haalde hij fel uit tegen de Sociaaldemocratische Partij en was hij voor het handhaven van het verbod op de Finse Communistische Partij. Nadien nam hij duidelijk afstand van zijn sympathie voor radicaal-rechts en steunde hij de zogenaamde neutralistische of Scandinavische lijn (samenwerking met de andere Scandinavische staten). In 1934 werd Paasikivi tot voorzitter van de Nationale Coalitie Partij gekozen. Hij zorgde ervoor dat de Nationale Coalitie Partij weer een democratische partij werd. Hij verwijderde de antiparlementaire krachten en sympathisanten van de Lapua-beweging uit de partij.

## Ambassadeur in Zweden
In 1936 nam Paasikivi als parlementariër ontslag. In hetzelfde jaar werd hij benoemd tot ambassadeur in Stockholm (Zweden). Dit was indertijd de belangrijkste diplomatieke post. Als aanhanger van de neutralistische of Scandinavische lijn vertrouwde Paasikivi erop dat de Zweden de Finnen te hulp te schieten bij een eventueel militair conflict met de Sovjet-Unie, Duitsland, Polen of Estland. In al deze landen waren autoritaire regimes aan de macht. Paasikivi streefde naar een militair bondgenootschap met Zweden. De betrekkingen met Zweden waren echter niet optimaal. Dit lag voornamelijk aan het feit dat er in Zweden een sociaaldemocratische partij aan de macht was en het land een goedontwikkelde democratie was. Finland was ook democratisch, maar wel minder dan Zweden omdat de sociaaldemocratische partij in Finland het liefst buiten een coalitieregering werd gehouden, ondanks dat de partij een van de grootste partijen in het parlement was. Ook het feit dat president Pehr Evind Svinhufvud een tegenstander was van de sociaaldemocraten en niet zo positief stond tegenover het parlementarisme hielp ook niet mee.
Na 1937 verbeterden de betrekkingen tussen Finland en Zweden aanzienlijk. President Svinhufvud was afgetreden en de nieuwe president, Kyösti Kallio, nam sociaaldemocraten op in de regering. In 1939 brak de Winteroorlog uit. De sympathie en steun van de Zweden voor de Finnen was aanzienlijk, maar Zweden weigerde wel de oorlog te verklaren aan de Sovjet-Unie. Paasikivi vond dat hij niet in zijn missie was geslaagd en hij trad als ambassadeur terug.
In 1939 werd Paasikivi aangesteld als leider van de Finse onderhandelingsdelegatie die met de Sovjets moest onderhandelen om een oorlog te voorkomen. De eisen die de Russen stelden waren bijzonder hard. Toch wilde Paasikivi enkele eisen inwilligen. Maar de Finse delegatie weigerde in te gaan op alle eisen en de Winteroorlog (1939-1940) brak uit. Paasikivi werd daarna minister zonder portefeuille in het kabinet-Ryti. Paasikivi trad samen met premier Risto Heikki Ryti en Väinö Tanner op als het leidende driemanschap binnen het kabinet. In 1940 werd Paasikivi opnieuw naar Moskou gezonden, nu om vrede te sluiten. Finland verloor grote stukken land en marinebases moesten worden afgestaan aan de Sovjet-Unie. Van 1940 tot 1941 was hij ambassadeur in Moskou.

## Vervolgoorlog
Nadat Finland was verslagen wilden een aantal leidende politici (waaronder Tanner en Ryti) revanche. De verloren stukken land moesten worden heroverd. Toen Duitsland in 1941 de Sovjet-Unie binnenviel deed Finland mee. Paasikivi was inmiddels weer terug in Finland. Paasikivi was tegen de oorlog tegen de Sovjet-Unie en keurde de samenwerking met nazi-Duitsland af. Finland boekte aanvankelijk successen in deze Vervolgoorlog, maar na 1943 begon het tij te keren. In 1944 leidde hij de wapenstilstandsonderhandelingen met de Sovjet-Unie. In september 1944 werd Paasikivi door president Carl Gustaf Mannerheim aangesteld als premier. In zijn regering had voor het eerst ook een communist, Yrjö Leino, zitting.

## President
Op 11 maart 1946 werd Paasiki als opvolger van Mannerheim president van Finland. Als president streefde Paasikivi goede nabuurschap met de Sovjet-Unie na. Nadat de Sovjet-Unie en Finland een definitief vredesverdrag hadden gesloten zag Paasikivi het als zijn voornaamste taak de USSR duidelijk te maken dat Finland geen gevaar meer vormde voor de Sovjet-Unie. Paasikivi moest voldoen aan een aantal eisen die door het Kremlin werden gedicteerd, zoals het opzetten van een oorlogstribunaal. Dit tribunaal deelde gevangenisstraffen uit aan onder anderen Ryti en Tanner.
Het lukte Finland om onder Paasikivi, en zijn opvolger Urho Kekkonen, om veel bewegingsvrijheid te behouden en het was mededankzij Paasikivi dat het land geen satelliet werd van de Sovjet-Unie. De lijn die Paasikivi en Kekkonen volgden stond bekend als de Paasikivi-Kekkonen lijn.
In 1950 werd Paasikivi als president herkozen. Hij overleed eind 1956 op 86-jarige leeftijd en werd bijgezet op het Läntinen Hautausmaa kerkhof in Helsinki.